# Jan Miszewski
Jan Maciej Miszewski (ur. 27 grudnia 1913 w Warszawie, zm. 22 stycznia 2011 w RPA) – polski architekt, kapitan PSP-RAF.

## Życiorys
Brat Andrzeja Miszewskiego. Uczył się w Państwowym Gimnazjum im. Stefana Batorego w Warszawie. W 1933 roku ukończył Gimnazjum im. Władysława IV. Studia rozpoczął na Wydziale Architektury Politechniki Warszawskiej, ukończył w Polskiej Szkole Architektury w Liverpoolu. W kampanii wrześniowej służył w lotnictwie, po klęsce przez Rumunię przedostał się do Anglii, gdzie był pilotem w Dywizjonie Bombowym 300, m.in. pilotował przez Atlantyk samoloty produkowane przez USA. 
W 1948 roku wyjechał do RPA. Był profesorem architektury na Uniwersytecie w Kapsztadzie oraz współwłaścicielem firmy: Kent, Miszewski, Hockley and Partners w Kapsztadzie.
Był autorem m.in. Artscape Theatre Centre w Kapsztadzie (RPA) (1971) oraz Dominican Grimley School for the Deaf, Hout Bay, Western Cape, RPA (1975) (współautor Roman Sołtyński).
Był prezesem Stowarzyszenia Architektów RPA i wiceprezesem The Cape Provincial Institute of Architects (1977).

## Ordery i odznaczenia
- Krzyż Walecznych (trzykrotnie)[2]
- Virtuti Militari[2][5]